# Маєре
Маєре (словац. Majere) — село в Словаччині, Кежмарському окрузі Пряшівського краю. Розташоване на півночі східної Словаччини в Спиській Маґурі в долині річки Дунаєць.

## Історія
Вперше село згадується у 1568 році.

## Населення
| Рік:            | 1993 | 2003    | 2013     | 2023     |
| --------------- | ---- | ------- | -------- | -------- |
| Кількість осіб: | 82   | 83      | 95       | 125      |
| Різниця:        |      | +1,21 % | +14,45 % | +31,57 % |

| Рік:            | 2022 | 2023    |
| --------------- | ---- | ------- |
| Кількість осіб: | 121  | 125     |
| Різниця:        |      | +3,30 % |

В селі проживає 90 осіб.
Національний склад населення (за даними останнього перепису населення — 2001 року):
- словаки — 97,40 %
- поляки — 2,60 %

Склад населення за приналежністю до релігії станом на 2001 рік:
- римо-католики — 98,70 %,
- протестанти — 1,30 %,